# Махмутбей (станція метро)
41°03′16″ пн. ш. 28°49′49″ сх. д. / 41.0544° пн. ш. 28.8303° сх. д.
Махмутбей (тур. Mahmutbey) — станція Стамбульського метрополітену. 
Зал лінії М3 відкрито 14 липня 2013.
Зал лінії М7 введено в експлуатацію 28 жовтня 2020 року.

## Розташування
Розташована під проспектом Босна у кварталі Гьозтепе, Багджилар, Стамбул.

## Конструкція
- Зал лінії М3: колонна трипрогінна станція мілкого закладення з двома береговими платформами.
- Зал лінії М7:  колонна трипрогінна станція мілкого закладення з однією острівною платформою

## Пересадки
- автобуси № 89C, 89T, 97E, 97GE, 97H, 97M, 98M, HT10,
- маршрутки: Бакиркей-Фатіх-Мах., Бакиркей-Ікітеллі, Гюнешлі-Султанчифтлії, Топкапи-Багджилар-Гуртовий ринок, Топкапи-Отогар-Гуртовий ринок, Ікітеллі О. С.-Отогар, Ікітеллі О. С.-Топкапи, Гуртовий ринок-Багджилар Д. Хаст., Ширіневлер-Гуртовий ринок.